# Vale da Porca
Vale da Porca é uma povoação portuguesa sede da Freguesia de Vale da Porca do Município de Macedo de Cavaleiros, freguesia com 17,23 km² de área e 239 habitantes (censo de 2021), tendo, por isso, uma densidade populacional de 13,9 hab./km².
Nesta freguesia foi construída a famosa Barragem do Azibo, no Rio Azibo e, atualmente, possui percursos pedestres para apreciar toda a beleza do Azibo. 
Vale da Porca também faz parte da rede de geossítios do município com 2 lugares de interesse: Sedimentos Cenozoicos de Vale da Porca e Talcos de Vale da Porca.
Nesta freguesia também se encontra a pequena aldeia de Banrezes, que foi abandonada há muitas décadas devido a uma epidemia. Ruínas é o que resta nesse local, para além de uma inegável beleza natural.
É em Vale da Porca que se situa o Santuário de Santo Ambrósio, cuja romaria é conhecida em todo o nordeste transmontano. A festa é celebrada no terceiro domingo de agosto.
A Estação Ferroviária de Azibo situa-se nesta localidade.

## Demografia
A população registada nos censos foi:
| Distribuição da População por Grupos Etários | Distribuição da População por Grupos Etários | Distribuição da População por Grupos Etários | Distribuição da População por Grupos Etários | Distribuição da População por Grupos Etários |
| -------------------------------------------- | -------------------------------------------- | -------------------------------------------- | -------------------------------------------- | -------------------------------------------- |
| Ano                                          | 0-14 Anos                                    | 15-24 Anos                                   | 25-64 Anos                                   | > 65 Anos                                    |
| 2001                                         | 48                                           | 47                                           | 169                                          | 85                                           |
| 2011                                         | 29                                           | 25                                           | 140                                          | 92                                           |
| 2021                                         | 22                                           | 21                                           | 108                                          | 88                                           |

## Património
- Igreja Paroquial de Vale da Porca
- Capela de Nossa Senhora do Rosário
- Capela de São Sebastião
- Capela de São Bartolomeu
- Capela do Santo Ambrózio
- Ermida de Nossa Senhora da Conceição
- Fornos da Telha e da Cal
- Mamoa de Santo Ambrósio

## Filhos ilustres
- Nicolau Pereira de Campos Vergueiro, mais conhecido no Brasil como "Senador Vergueiro".
- Roberto Leal, cantor popular e compositor português.[5]